# Пам'ятний знак героям Крут (Харків)
Пам'ятний знак героям Крут — пам'ятник, який вшановував трагічну загибель студентського куреня під Крутами, було встановлено 29 січня 2006 року у сквері Перемоги міста Харків.

## Історія пам'ятника
Саме в Харкові 12 грудня 1917 року Всеукраїнський з'їзд Рад проголосив Україну радянською республікою. Воїни Крут через нерішучість Української Народної Республіки загинули у нерівній і кривавій боротьбі проти більшовицьких загарбників 29 (16) січня 1918 року. Герої Крут стали символом патріотизму і жертовності в боротьбі за незалежну Україну.
У Харкові пам'ятний знак «студентам-героям, що віддали своє життя за рідну землю, за свободу, за Україну», був встановлений 29 січня 2006 року Харківською обласною організацією Громадянської партії «Пора»[джерело?]. Представники партії пояснювали, що серед полеглих юнаків були і харків'яни. У 2007 році був демонтований невідомими, та згодом його повернули на місце[джерело?]. У грудні 2009 року через негоду і неякісне кріплення пам'ятник впав, після чого його передали на зберігання місцевому осередку «ВО Свобода»[джерело?].
Обласна організація партії ВО «Свобода» мала намір провести 30 червня 2011 року акції до 70 річниці проголошення Акту відновлення Української Держави та відновити монумент Героям Крут у центрі Харкова[джерело?]. Проте увечері 29 червня пройшло засідання погоджувальної комісії міськради, в ході якого представники міськради заявили, що монумент був встановлено протизаконно, і його відновлення суперечить інтересам харківської громади[джерело?]. 30 червня 2011 року Харківський окружний адміністративний суд задовольнив позов Харківської міськради про заборону проведення акції з відновлення пам'ятника Героям Крут[джерело?].

## Опис
Пам'ятник являв собою меморіальну плиту на пам'ять про українських студентів, які загинули в 1918 році. На плиті був напис: "Героям Крут. Студентам-героям, що віддали своє життя за рідну землю, за свободу, з Україну"

## Харківський мурал в честь Героїв Крут
В 2016 році в Харкові на будинку по вулиці Фейербаха, 1-а відкрили мурал, приурочений пам'яті студентів, які вступили у бій з більшовиками в 1918 році на станції Крути. Ініціаторами створення муралу стали бійці «Азова» і «Східного корпуса», які служили в зоні АТО.
Автором ескіза став художник з Донбасу, який живе на тимчасово окупованій території.